# Maximilian Kofler
Maximilian „Max“ Kofler (* 18. August 2000 in Vöcklabruck) ist ein österreichischer Motorradrennfahrer.
Sein jüngerer Bruder Andreas (* 2004) ist ebenfalls Motorradrennfahrer und fährt 2023 in der IDM Supersport 600.

## Statistik

### In der Motorrad-Weltmeisterschaft
| Saison | Klasse | Team                        | Motorrad | Rennen | Siege | Zweiter | Dritter | Poles | schn. Rennrunden | Punkte | Ergebnis |
| ------ | ------ | --------------------------- | -------- | ------ | ----- | ------- | ------- | ----- | ---------------- | ------ | -------- |
| 2017   | Moto3  | Motorsport Kofler E.U.      | KTM      | 1      | –     | –       | –       | –     | –                | 0      | 41.      |
| 2018   | Moto3  | Motorsport Kofler           | KTM      | 1      | –     | –       | –       | –     | –                | 0      | 46.      |
| 2019   | Moto3  | Sama Qatar Angel Nieto Team | KTM      | 2      | –     | –       | –       | –     | –                | 0      | 43.      |
| 2020   | Moto3  | CIP Green Power             | KTM      | 15     | –     | –       | –       | –     | –                | 0      | 30.      |
| 2021   | Moto3  | CIP Green Power             | KTM      | 13     | –     | –       | –       | –     | –                | 10     | 26.      |
| Gesamt | Gesamt | Gesamt                      | Gesamt   | 32     | 0     | 0       | 0       | 0     | 0                | 10     |          |

Einzelergebnisse
| Saison | 1     | 2           | 3          | 4          | 5          | 6          | 7          | 8              | 9           | 10         | 11         | 12                     | 13         | 14         | 15                  | 16             | 17         | 18       | 19       |
| ------ | ----- | ----------- | ---------- | ---------- | ---------- | ---------- | ---------- | -------------- | ----------- | ---------- | ---------- | ---------------------- | ---------- | ---------- | ------------------- | -------------- | ---------- | -------- | -------- |
| 2017   | Katar | Argentinien | USA-Texas  | Spanien    | Frankreich | Italien    | Katalonien | Niederlande    | Deutschland | Tschechien | Osterreich | Vereinigtes Konigreich | San Marino | Aragonien  | Japan               | Australien     | Malaysia   | \|\|     |          |
| 2017   |       |             |            |            |            |            |            |                |             | 23         |            |                        |            |            |                     |                |            |          |          |
| 2018   | Katar | Argentinien | USA-Texas  | Spanien    | Frankreich | Italien    | Katalonien | Niederlande    | Deutschland | Tschechien | Osterreich | Vereinigtes Konigreich | San Marino | Aragonien  | Thailand            | Japan          | Australien | Malaysia | Valencia |
| 2018   |       |             |            |            |            |            |            |                |             | 29         |            |                        |            |            |                     |                |            |          |          |
| 2019   | Katar | Argentinien | USA-Texas  | Spanien    | Frankreich | Italien    | Katalonien | Niederlande    | Deutschland | Tschechien | Osterreich | Vereinigtes Konigreich | San Marino | Aragonien  | Thailand            | Japan          | Australien | Malaysia | Valencia |
| 2019   |       |             |            |            |            |            |            |                |             |            | 20         | 28                     |            |            |                     |                |            |          |          |
| 2020   | Katar | Spanien     | Andalusien | Tschechien | Osterreich | Steiermark | San Marino | Emilia-Romagna | Katalonien  | Frankreich | Aragonien  |                        | Europa     | Valencia   | \|\| \|\| \|\| \|\| |                |            |          |          |
| 2020   | 27    | 20          | 18         | DNF        | 25         | 24         | 22         | 27             | 23          | 21         | DNF        | 28                     | 21         | DNF        | 25                  |                |            |          |          |
| 2021   | Katar | Katar       | Portugal   | Spanien    | Frankreich | Italien    | Katalonien | Deutschland    | Niederlande | Steiermark | Osterreich | Vereinigtes Konigreich | Aragonien  | San Marino | USA-Texas           | Emilia-Romagna | Portugal   | Valencia |          |
| 2021   | 15    | 14          | 21         | 19         | 16         | DNF        | INJ        | INJ            | INJ         | 9          | 22         | 25                     | 19         | 22         | 17                  | 18             |            |          |          |

| Legende  | Legende            | Legende                                                          |
| Farbe    | Abkürzung          | Bedeutung                                                        |
| -------- | ------------------ | ---------------------------------------------------------------- |
| Gold     | –                  | Sieg                                                             |
| Silber   | –                  | 2. Platz                                                         |
| Bronze   | –                  | 3. Platz                                                         |
| Grün     | –                  | Platzierung in den Punkten                                       |
| Blau     | –                  | Klassifiziert außerhalb der Punkteränge                          |
| Violett  | DNF                | Rennen nicht beendet (did not finish)                            |
| Violett  | NC                 | nicht klassifiziert (not classified)                             |
| Rot      | DNQ                | nicht qualifiziert (did not qualify)                             |
| Rot      | DNPQ               | in Vorqualifikation gescheitert (did not pre-qualify)            |
| Schwarz  | DSQ                | disqualifiziert (disqualified)                                   |
| Weiß     | DNS                | nicht am Start (did not start)                                   |
| Weiß     | WD                 | zurückgezogen (withdrawn)                                        |
| Hellblau | PO                 | nur am Training teilgenommen (practiced only)                    |
| Hellblau | TD                 | Freitags-Testfahrer (test driver)                                |
| ohne     | DNP                | nicht am Training teilgenommen (did not practice)                |
| ohne     | INJ                | verletzt oder krank (injured)                                    |
| ohne     | EX                 | ausgeschlossen (excluded)                                        |
| ohne     | DNA                | nicht erschienen (did not arrive)                                |
| ohne     | C                  | Rennen abgesagt (cancelled)                                      |
| ohne     | keine WM-Teilnahme |                                                                  |
| sonstige | P/fett             | Pole-Position                                                    |
| sonstige | 1/2/3/4/5/6/7/8    | Punktplatzierung im Sprint-/Qualifikationsrennen                 |
| sonstige | SR/kursiv          | Schnellste Rennrunde                                             |
| sonstige | *                  | nicht im Ziel, aufgrund der zurückgelegten Distanz aber gewertet |
| sonstige | ()                 | Streichresultate                                                 |
| sonstige | unterstrichen      | Führender in der Gesamtwertung                                   |

### In der Supersport-Weltmeisterschaft
(Stand: 30. Juli 2022)
| Saison | Team        | Motorrad           | Rennen | Siege | Zweiter | Dritter | Poles | Schn. Runden | Punkte | Ergebnis |
| ------ | ----------- | ------------------ | ------ | ----- | ------- | ------- | ----- | ------------ | ------ | -------- |
| 2022   | CM Racing   | Ducati Panigale V2 | 18     | –     | –       | –       | –     | –            | 2      | 34.      |
| 2023   | D34G Racing | Ducati Panigale V2 | 18     | –     | –       | –       | –     | –            | 4      | 36.      |
| Gesamt | Gesamt      | Gesamt             | 36     | 0     | 0       | 0       | 0     | 0            | 6      |          |